# Arctic Monkeys
Die Arctic Monkeys sind eine vierköpfige britische Alternative-Rock-Band mit Einflüssen aus Post-Punk und Garage Rock. Sie wurde 2002 im englischen Sheffield gegründet und veröffentlichte 2006 ihr Debütalbum, das Platz eins der britischen Charts erreichte. 2007, 2009, 2011, 2013 und 2018 erschienen jeweils weitere Alben der Musikgruppe, die alle ebenfalls die Spitzenposition in Großbritannien erreichten. Aktuelles Album der Band ist das am 21. Oktober 2022 erschienene The Car.

## Bandgeschichte

### 2002: Gründung
Die Band wurde 2002 in High Green, einem Stadtteil von Sheffield, gegründet. Turner und Cook, die Nachbarn waren, hatten 2001 jeweils von ihren Eltern Gitarren zu Weihnachten bekommen. Das Spielen der Instrumente brachten sie sich selbst bei. Anschließend gründeten sie mit Turners Schulfreunden Glyn Jones, Matt Helders und Andy Nicholson die Musikgruppe Arctic Monkeys. Da Nicholson bereits mit dem E-Bass vertraut war, blieb für Helders nur das Schlagzeug übrig. Erst im Mai 2006 wurde bekannt, dass Alex Turner nicht der ursprüngliche Sänger der Band war. Dieser Part war damals Glyn Jones zugefallen, der ebenfalls die Stocksbridge High School besuchte. Jones bestätigte diese Gerüchte in einem Interview und sagte, dass er und Turner damals „aus Langeweile begonnen hatten, ein Lied über einen Streber in ihrem Jahrgang zu schreiben“. Außerdem sagte er, dass er die Band noch 2002 verlassen habe, da er „nicht die Hingabe besessen hätte, sein Engagement weiterzuführen“. Für ihn seien sie lediglich eine Gruppe von Kindern gewesen, die aus Langeweile herumalberten.
Der Name der Band stammt von Gitarrist Jamie Cook, der sich die Bezeichnung „Arctic Monkeys“ bereits vor der Gründung der Gruppe ausgedacht hatte. Die vorherigen Aussagen der Mitglieder, der Name stamme von dem Schlagzeuger der Band vom Vater eines der Bandmitglieder, revidierten sie. Sie seien so oft nach der Herkunft ihres Namens gefragt worden, dass sie irgendwann begonnen hätten, sich Geschichten darüber auszudenken.

### 2003 bis 2004: Erste Auftritte und Demoaufnahmen
Nachdem die Band nach ihrer Gründung in den Yellow Arch Studios mit dem Üben begann, spielten sie am 13. Juni 2003 ihren ersten Gig im The Grapes in Sheffield. Nach einigen Auftritten nahmen sie Demoaufnahmen in den 2fly Studios auf. Der Website der Studios ist zu entnehmen, dass die Gruppe 17 Lieder in fünfeinhalb Tagen aufnahm. Heute sind die Aufnahmen als Beneath the Boardwalk bekannt und eine Rarität, da die wenigen auf CD erhältlichen Einheiten kostenlos bei Konzerten der Band verteilt wurde. Da einige Fans ihre CDs im Internet hochluden, sind die Aufnahmen auch heute noch erhältlich, auch wenn die Titelliste variiert. Die Mitglieder der Gruppe sagten über die Aufnahmen, dass sie die kostenlose Verbreitung über das Internet nicht verhindern wollten, weil sie „ohnehin nie vorgehabt hätten, damit Geld zu verdienen, und sie sie sowieso kostenlos verteilten“. Außerdem könnten ihre Fans auf diese Weise einfacher ihre Musik hören. Die weit verbreitete Meinung, die Gruppe habe ihre Berühmtheit über ihre MySpace-Seite erhalten, die ihre Demos noch vor allen anderen kostenlos zur Verfügung stellte, dementierten die Bandmitglieder 2005 in einem Interview. Die Seite sei von ihren Fans, welche die Demo-CD besessen hätten, eingerichtet worden. Sie selbst hätten nicht einmal gewusst, wie sie ihre Musik im Internet hochluden. Ihren Namen erhielt die Kompilation ebenfalls von den Anhängern der Band, ursprünglich war sie nämlich ohne Titel erschienen. Nachdem die ersten Tonträger jedoch verteilt worden waren, benannten die Fans die CD nach der Art, wie sie sie erhalten hatten: Auf dem Bürgersteig (Beneath the Boardwalk).

### 2005: Plattenvertrag und erste Veröffentlichungen
Nachdem die Band durch Auftritte und das Verbreiten ihrer Lieder über das Internet immer mehr Menschen mit ihrer Musik erreicht hatte, erlangte sie unter anderem durch BBC Radio und britische Boulevardzeitungen erstmals auch außerhalb ihrer Heimatstadt Sheffield Aufmerksamkeit.
Im Mai 2005 veröffentlichte die Gruppe ihre Extended Play Five Minutes with Arctic Monkeys. Diese bestand aus den Liedern Fake Tales of San Francisco und From the Ritz to the Rubble, die später auch auf ihrem Debütalbum zu finden waren. Da die Band damals noch keinen Plattenvertrag unterzeichnet hatte, gründete sie extra für die Veröffentlichung der EP ihr eigenes Label Bang Bang Recordings. Die EP war limitiert auf 500 CDs und 1000 sieben-Zoll-Schallplatten, weshalb sie heute ebenfalls eine Rarität ist. Sie ist jedoch in digitaler Form erhältlich. Kurz nach der Veröffentlichung der EP spielte die Band beim Reading and Leeds Festivals auf der Carling Stage, einer Bühne, die für unbekannte und/oder Bands ohne Plattenvertrag reserviert war. Ihr Auftritt wurde zuvor von den Medien „gehypt“, was zu einer ungewöhnlich hohen Zuschauerzahl führte.
Im Juni 2005 unterzeichnete die Gruppe bei Domino Records einen Plattenvertrag. In einem Interview sagten sie später, dass sie besonders von der Do-it-yourself-Einstellung des Co-Labelgründers und Besitzers Laurence Bell beeindruckt gewesen seien. Dieser betrieb das Label von seiner Wohnung aus und nahm nur Bands unter Vertrag, die er auch persönlich mochte. Laut einem Bericht des Daily Star, einer britischen Boulevardzeitung, führte ihr Plattenvertrag im Oktober desselben Jahres zu einem Vertrag über 1.000.000 britische Pfund mit dem Musikverlag EMI Music Publishing sowie einem Kontrakt mit Epic Records für die USA, der rund 725.000 Pfund wert sei. Die Band bestritt die Zahlen auf ihrer Website und gab später bekannt, dass EMI lediglich in Australien und Neuseeland für die Band zuständig sei und man in den USA die Musik selbst veröffentlichen würde. In Japan wird die Musik über das Independent-Label Hostess vertrieben. In Europa ist der Vertrieb von Land zu Land anders geregelt.
Am 17. Oktober 2005 erschien mit I Bet You Look Good on the Dancefloor die erste Single der Band im Vereinigten Königreich, wo sie auf Platz eins der Charts einstieg und die Sugababes von diesem Rang vertrieb. In Deutschland und auch den USA erreichte der Titel keine Platzierung in den offiziellen Charts, erreichte jedoch bei den Alternative Songs Charts der USA Platz sieben. Zwei Wochen zuvor war die Gruppe erstmals auf dem Cover des NME-Magazines zu sehen gewesen.

### 2006: Internationaler Durchbruch mit Debütalbum

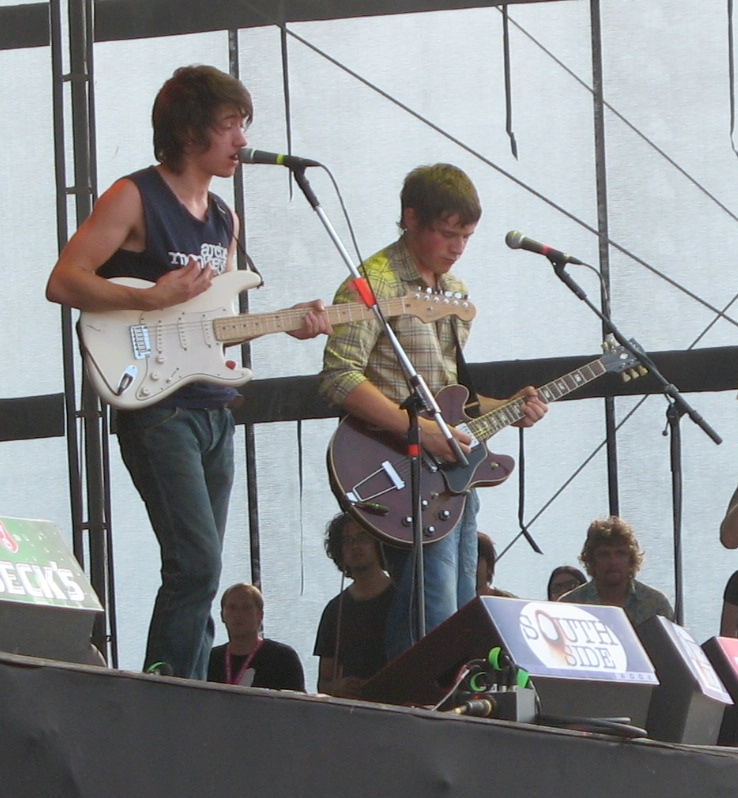
Turner und Cook im Juni 2006 bei einem Konzert

Am 16. Januar wurde zunächst eine zweite Single veröffentlicht. When the Sun Goes Down erlangte ebenfalls Rang eins, zudem stieg es auch in die deutschen Charts ein, wo es sich auf Position 89 platzierte. Am 23. Januar 2006 erschien bei Domino Records unter dem Namen Whatever People Say I Am, That’s What I’m Not das Debütalbum der Band, das Platz eins erreichte. Mit 363.735 verkauften Tonträgern allein in Großbritannien wurde das Album zum bestverkauften Debütalbum in einer Debütwoche im Vereinigten Königreich, ein Rekord, der zuvor bereits seit 2001 von der Popgruppe Hear’Say gehalten worden war (306.631/1. Woche). Mit 118.501 abgesetzten Tonträgern am ersten Tag war das Album zudem kommerziell erfolgreicher als die gesamten britischen Top 20 zusammen. Nach der Veröffentlichung in den USA rund einen Monat später erreichte es mit rund 34.000 verkauften Tonträgern Platz 24. Damit avancierte das Album zum am zweitschnellsten verkauften Indie-Rock-Debütalbum in den Vereinigten Staaten. In Deutschland platzierte sich das Album auf Rang 20.
Im April veröffentlichte die Band ihre zweite Extended Play, Who the Fuck Are Arctic Monkeys? konnte sich aufgrund ihrer Länge nicht in den britischen Charts platzieren, erreichte in Deutschland jedoch Rang 79.
Bereits nach der Veröffentlichung ihres ersten Albums gingen die Arctic Monkeys auf Tournee, die sie unter anderem auch in die USA führte. Im Mai verkündete die Gruppe, dass Bassist Andy Nicholson nicht an ihrer bevorstehenden Tour durch Nordamerika teilnehmen werde, da er von dem vielen Touren erschöpft sei. Als die Reise durch Nordamerika beendet war, gab die Band bekannt, dass Nicholson nicht zurückkehren werde, da er nicht mit dem Ruhm der Band zurechtkomme, und Bassist Nick O’Malley, der Nicholson bereits in Nordamerika ersetzt hatte, auch für die restlichen Shows seinen Platz einnehmen werde. Wenig später bestätigte man, dass O’Malley offiziell neues Mitglied der Band sei. Im August 2006 erschien die Single Leave Before the Lights Come On, die nicht auf dem Debütalbum der Band zu finden war. Sie erreichte Platz vier in Großbritannien.

### 2007: Zweites StudioalbumFavourite Worst Nightmare
Bei den Grammy Awards 2007 war die Band in den beiden Kategorien „Best Rock Instrumental Performance“ (Chun Li’s Flying Bird Kick) und „Best Alternative Music Album“ (Whatever People Say I Am, That’s What I’m Not) nominiert, erhielt jedoch keinen Preis. Anschließend erschien am 2. April des Jahres die erste Single Brianstorm des zweiten Studioalbums Favourite Worst Nightmare. Sie erreichte Platz zwei in Großbritannien sowie Rang 64 in Deutschland. Drei Wochen später folgte das Album, das wie sein Vorgänger Position eins im Vereinigten Königreich erlangte. Des Weiteren platzierte es sich auf Rang zwei in Deutschland und Position sieben in den USA. Am 4. Juli erschien die zweite Single, Fluorescent Adolescent, die Platz fünf in Großbritannien erreichte. Die dritte und letzte Single, Teddy Picker, wurde am 3. Dezember veröffentlicht und erlangte lediglich Position 20, die bis dahin schlechteste Singleplatzierung der Band.
2007 spielte die Band zahlreiche Konzerte, unter anderem als Headliner des Glastonbury Festival und auf der „Favourite Worst Nightmare Tour“. Das letzte Konzert dieser zweiten weltweiten Tournee im O2 Apollo Manchester in Manchester wurde aufgenommen und auf DVD sowie CD veröffentlicht.

### 2008 bis 2010: Nebenprojekte, drittes Studioalbum und „Humbug Tour“
Am 3. November 2008 erschienen die Live-DVD und Live-CD des Konzertes der „Favourite Worst Nightmare Tour“. Zuvor war der Film bereits in einigen Kinos gelaufen.
Im Jahr 2008 begab sich die Band zunächst in eine etwa halbjährige Pause, in der Frontmann Alex Turner sich dem Projekt The Last Shadow Puppets widmete und Schlagzeuger Matt Helders ein Album zu der Serie Late Night Tales beisteuerte. Im zweiten Halbjahr begann die Gruppe mit den Arbeiten an einem dritten Album, dessen Titelliste am 1. Juni 2009 bekanntgegeben wurde. Bereits am 13. Januar hatte die „Humbug Tour“ begonnen, die bis Februar dauerte und im Juli fortgeführt wurde.
Am 6. Juli 2009 erschien die erste von drei Singles aus dem dritten Album Humbug. Sie trug den Namen Crying Lightning und erreichte Platz zwölf, womit sie die zweite Single der Band war, die im Vereinigten Königreich nicht den Einstieg in die Top Ten schaffte. Als am 19. August das Album erschien, stieg es in Großbritannien direkt auf Platz eins ein, wie seine beiden Vorgänger. In Deutschland rangierte es auf Rang vier, in den USA belegte es Position 15. Am 16. November 2009 (Cornerstone) und 22. März 2010 (My Propeller) wurden zwei weitere Lieder aus dem Album ausgekoppelt, die jedoch beide eine Chartplatzierung verfehlten. Dies war bisher noch bei keinem Titel der Gruppe vorgekommen.
Im Juli 2009 wurde die Welttournee fortgesetzt, sie dauerte bis April 2010 und führte die Gruppe nach Australien und Neuseeland, Europa, Nordamerika und Japan.

### 2011/2012: Viertes Studioalbum und „Suck It and See Tour“

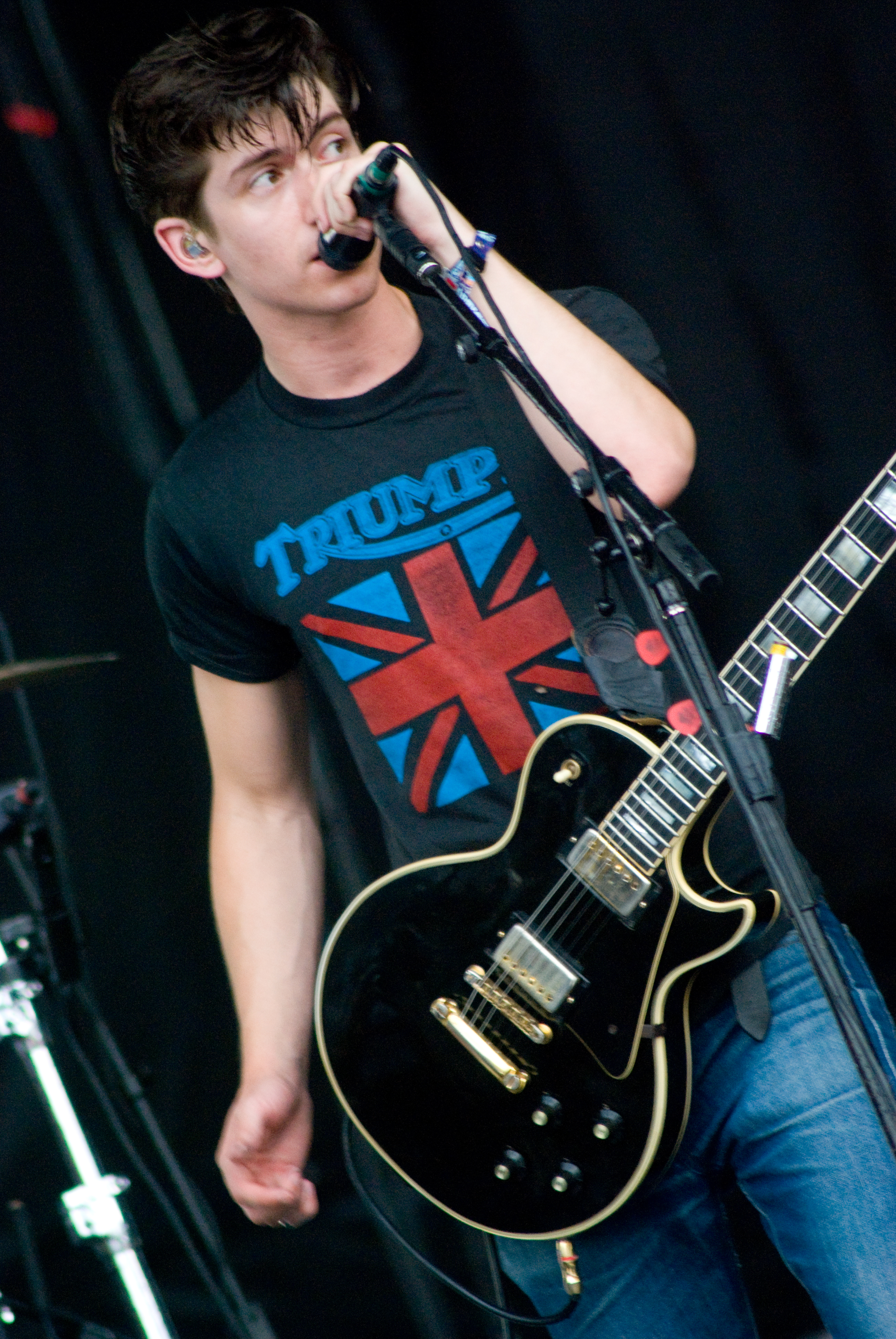
Alex Turner beim Lollapalooza in Chicago im August 2011

Zu Beginn des Jahres 2011 wurde in den Medien erstmals von einem vierten Album der Band berichtet. Dabei wurde auch bekannt, dass die Gruppe hierfür zum dritten Mal in Folge auf Produzent James Ford vertrauen würde. Das Album wurde 2010 und 2011 aufgenommen, den Titel der CD gab man im März bekannt. Am 12. April erschien die erste Single, Don’t Sit Down ’Cause I’ve Moved Your Chair, die Rang 28 in Großbritannien erreichte. Am 6. Juni folgte das Album Suck It and See, das Rang eins im Vereinigten Königreich erlangte, Position zehn in Deutschland und Rang 14 in den USA. Am 12. August 2011 (The Hellcat Spangled Shalalala), 31. Oktober 2011 (Suck It and See) und 23. Januar 2012 (Black Treacle) erschienen weitere Singles aus dem Album, die jedoch allesamt nicht die Charts erreichten.
Im Mai 2011 begann die „Suck It and See Tour“ in Schweden. Sie führte die Band unter anderem nach Europa, Nordamerika, Asien sowie Australien. Am 27. Februar 2012 wurde die Single R U Mine? veröffentlicht, die nicht auf dem 2011 erschienenen Album enthalten war. Sie erreichte Platz 23 der britischen Charts, der größte Erfolg seit Crying Lightning 2009 (Platz zwölf). Zuvor war am 23. Januar die vierte Singleauskopplung ihres vierten Studioalbums veröffentlicht worden, Black Treacle. Sie platzierte sich jedoch nicht in den Charts. Im Juni 2012 beendete die Band die Tour.
Am 27. Juli 2012 traten die Arctic Monkeys bei der Eröffnungsfeier der Olympischen Spiele in London auf und spielten ihren Song I Bet You Look Good on the Dancefloor und das Beatles-Cover Come Together.

### 2013/2014: Fünftes StudioalbumAM, ausgedehnte Tournee und Ruhepause

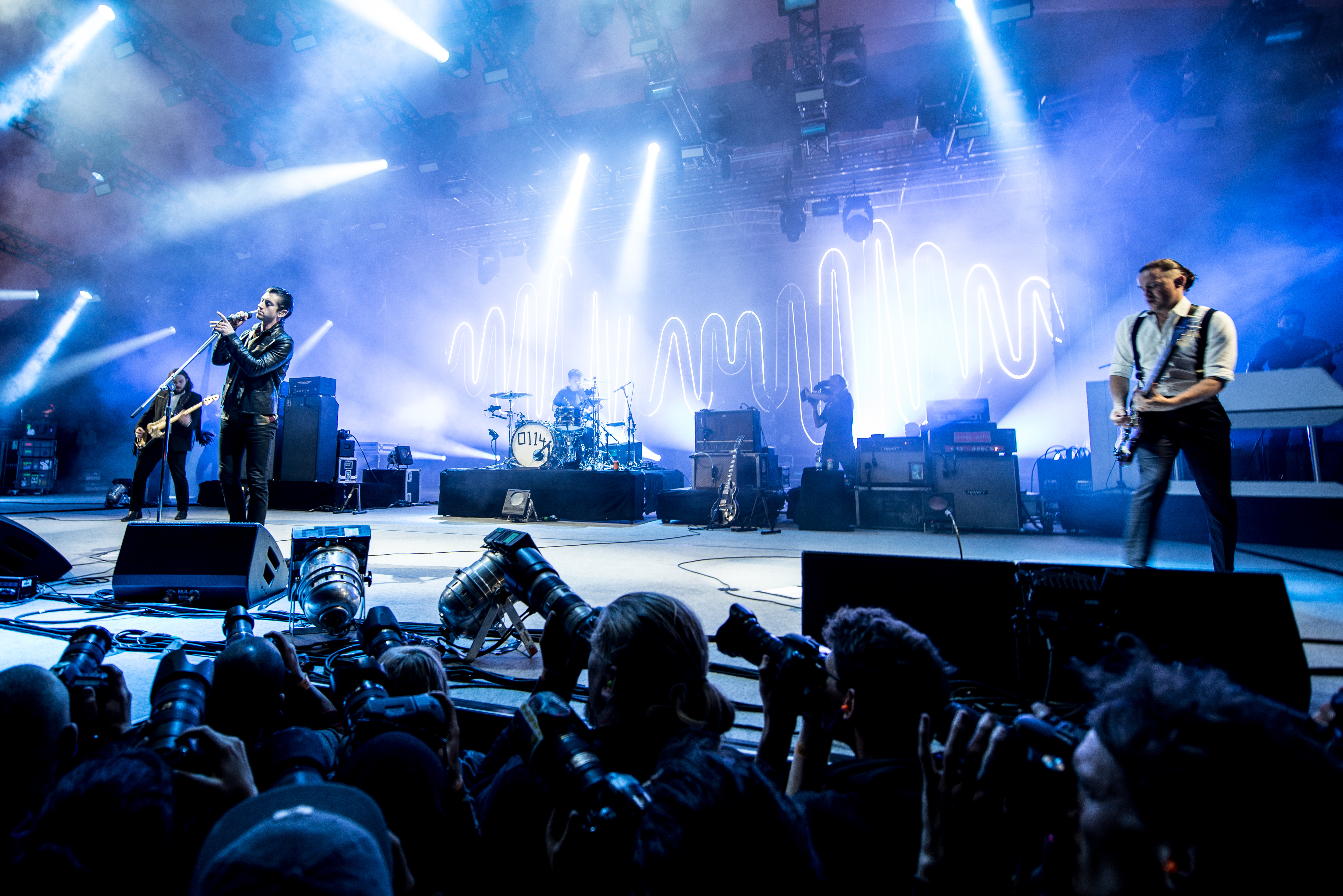
Arctic Monkeys auf dem Roskilde-Festival im Juli 2014 während der AM-Tour

Obwohl Sänger Alex Turner 2011 in einem Interview gesagt hatte, dass die Band erst 2013 wieder neue Lieder im Studio aufnehmen werde, gab er im Februar 2012 bekannt, die Gruppe habe kürzlich einen neuen Titel aufgenommen und die Musik ihres neuen Albums werde mehr der „schmutzigen Seite“ des Albums Suck It and See entsprechen. Als Beispiel führte er Don’t Sit Down ’Cause I’ve Moved Your Chair an.
Am 24. Juni 2013 verkündete die Band den Namen ihres neuen Albums: AM. Das Album wurde am 6. September 2013 veröffentlicht. Aufgenommen wurde es mit Gastauftritten von Josh Homme, Pete Thomas und Bill Ryder-Jones in Rancho de la Luna, Joshua Tree, Kalifornien. Bereits vor der Veröffentlichung begann die Band ihre „AM Tour“, die von Mai 2013 bis Dezember 2014 andauerte. Nach dem Ende der Tour kündigte die Band eine längere Ruhepause an.

### 2018: Sechstes StudioalbumTranquility Base Hotel & Casino
Seit dem 23. Dezember 2016 war bekannt, dass die Band an einem neuen Album arbeitete. Das Album erschien am 11. Mai 2018 unter dem Namen Tranquility Base Hotel & Casino. Begleitend dazu trat die Band auf ihrer Tour in Europa und Nordamerika auf. Im Oktober 2018 gab die Band bekannt, dass sie 2019 auch in Australien, Neuseeland, Mittel- und Südamerika Konzerte spielen werde.

### 2022: Siebtes StudioalbumThe Car
Am 24. August 2022 wurde über die sozialen Medien der Band ein neues Studioalbum angekündigt, das am 21. Oktober 2022 erschien. Die Band veröffentlichte auch das Artwork sowie die neue Single There'd Better Be a Mirrorball mit dazugehörigem Video.
Für die Tournee wurden Termine mit Inhaler, The Hives und The Mysterines angekündigt.

## Stil und Inspiration
Die Musik der Band lässt sich in das Genre Indie-Rock einordnen. Für das Debütalbum untersuchte Turner das menschliche Verhalten im Nachtclub. Besonders auffallend ist dies bei den Liedern I Bet You Look Good on the Dancefloor und Dancing Shoes. Letztgenannter drehe sich dabei besonders um die Menschen, die immer versuchen, andere „abzuschleppen“ wenn sie ausgehen, ganz egal wie sehr sie dies auch verbergen möchten. Diese Themen ließen sich auch auf dem zweiten Album der Band finden, allerdings ist eine Weiterentwicklung der Musiker deutlich zu erkennen. Bei dem dritten Studioalbum wurde von Experten festgestellt, dass der Einfluss von Produzent Josh Homme mehr als deutlich zu erkennen sei. Bei dem 2011 veröffentlichten Album Suck It and See erkennt man das Experimentieren mit verschiedenen Stilen der Rockmusik, die, so einige Kritiker, mit einer neuentdeckten Reife gemischt wurden. Sänger Alex Turner bezeichnete die Veröffentlichung als „eine Mischung aus den ersten drei Alben“. So sei der Standpunkt und auch der Humor der ersten Alben erkennbar und zudem auch „ein bisschen was von Humbug“ zu finden.

## Diskografie
Studioalben

| Jahr | Titel Musiklabel                                     | Höchstplatzierung, Gesamtwochen, AuszeichnungChartplatzierungen (Jahr, Titel, Musiklabel, Platzierungen, Wochen, Auszeichnungen, Anmerkungen) | Höchstplatzierung, Gesamtwochen, AuszeichnungChartplatzierungen (Jahr, Titel, Musiklabel, Platzierungen, Wochen, Auszeichnungen, Anmerkungen) | Höchstplatzierung, Gesamtwochen, AuszeichnungChartplatzierungen (Jahr, Titel, Musiklabel, Platzierungen, Wochen, Auszeichnungen, Anmerkungen) | Höchstplatzierung, Gesamtwochen, AuszeichnungChartplatzierungen (Jahr, Titel, Musiklabel, Platzierungen, Wochen, Auszeichnungen, Anmerkungen) | Höchstplatzierung, Gesamtwochen, AuszeichnungChartplatzierungen (Jahr, Titel, Musiklabel, Platzierungen, Wochen, Auszeichnungen, Anmerkungen) | Anmerkungen                                                   |
| Jahr | Titel Musiklabel                                     | DE | AT | CH | UK | US | Anmerkungen                                                   |
| ---- | ---------------------------------------------------- | --- | --- | --- | --- | --- | ------------------------------------------------------------- |
| 2006 | Whatever People Say I Am, That’s What I’m Not Domino | DE20 (11 Wo.)DE | AT23 (8 Wo.)AT | CH16 (10 Wo.)CH | UK1 ×8Achtfachplatin · (… Wo.)UK | US24 Platin · (19 Wo.)US | Erstveröffentlichung: 23. Januar 2006 Verkäufe: + 3.750.000   |
| 2007 | Favourite Worst Nightmare Domino                     | DE2 (9 Wo.)DE | AT6 (8 Wo.)AT | CH6 (14 Wo.)CH | UK1 ×4Vierfachplatin · (122 Wo.)UK | US7 (8 Wo.)US | Erstveröffentlichung: 23. April 2007 Verkäufe: + 1.440.000    |
| 2009 | Humbug Domino                                        | DE4 (6 Wo.)DE | AT7 (5 Wo.)AT | CH7 (6 Wo.)CH | UK1 Platin · (24 Wo.)UK | US15 (6 Wo.)US | Erstveröffentlichung: 21. August 2009 Verkäufe: + 486.000     |
| 2011 | Suck It and See Domino                               | DE10 (6 Wo.)DE | AT12 (5 Wo.)AT | CH8 (9 Wo.)CH | UK1 Platin · (37 Wo.)UK | US14 (2 Wo.)US | Erstveröffentlichung: 6. Juni 2011 Verkäufe: + 450.000        |
| 2013 | AM Domino                                            | DE3 (… Wo.)DE | AT2 (… Wo.)AT | CH2 (… Wo.)CH | UK1 ×7Siebenfachplatin · (… Wo.)UK | US6 ×4Vierfachplatin · (… Wo.)US | Erstveröffentlichung: 6. September 2013 Verkäufe: + 7.292.500 |
| 2018 | Tranquility Base Hotel & Casino Domino               | DE4 (5 Wo.)DE | AT3 (4 Wo.)AT | CH1 (7 Wo.)CH | UK1 Gold · (24 Wo.)UK | US8 (3 Wo.)US | Erstveröffentlichung: 11. Mai 2018 Verkäufe: + 247.000        |
| 2022 | The Car Domino                                       | DE5 (4 Wo.)DE | AT3 (4 Wo.)AT | CH3 (4 Wo.)CH | UK2 Gold · (13 Wo.)UK | US6 (1 Wo.)US | Erstveröffentlichung: 21. Oktober 2022 Verkäufe: + 100.000    |

## Tourneen
- Whatever People Say I Am Tour (2005/06)
- Favourite Worst Nightmare Tour (2007/08)
- Humbug Tour (2009/2010)
- Suck It and See Tour (2011/12)
- AM Tour (2013/2014)
- Tranquility Base Hotel & Casino Tour (2018/19)
- The Car Tour (2022/23)